# チャド・ツァングリス
ミハリス・"チャド"・ツァングリス（ギリシア語: Μιχάλης Τσαγκρής ミハリス・ツァングリス, 英語: Chad Tsagris, 1985年8月10日 - ）は、カナダ出身の男性、ギリシャのフィギュアスケート選手（ペア）。
2008年から2010年まで世界フィギュアスケート選手権及びヨーロッパフィギュアスケート選手権ギリシャ代表。2009年オンドレイネペラメモリアル3位。パートナーはジェシカ・クレンショー、アリエル・フェ・ギャノンなど。

## 経歴
2005-2006年シーズンにアリエル・フェ・ギャノンと組みカナダフィギュアスケート選手権ジュニアクラスの地区予選を勝ち上がり本選に進出した。翌シーズンはカテリネ・ピジョンと組むが2007-2008年シーズンにギャノンとのペアを再結成、ギリシャに所属を変更して世界選手権及びヨーロッパ選手権に出場した。
2008-2009年シーズンはあらたにジェシカ・クレンショーとペアを結成、引き続きギリシャに所属して世界選手権を始めとする国際大会に出場している。

## 主な戦績
| 大会/年          | 2007-08 | 2008-09 | 2009-10 |
| ---------------- | ------- | ------- | ------- |
| 世界選手権       | 19      | 20      | 21      |
| 欧州選手権       | 15      | 17      | 15      |
| ネペラ記念       |         |         | 3       |
| ゴールデンスピン |         | 7       |         |
| ニース杯         |         | 6       |         |
| ネーベルホルン杯 |         | 12      | 14      |

### 詳細
| 2009-2010 シーズン   |                                                    |          |          |           |
| 開催日               | 大会名                                             | SP       | FS       | 結果      |
| 2010年3月23日 - 24日 | 2010年世界フィギュアスケート選手権（トリノ）       | 21 40.36 | -        | 21        |
| 2010年1月19日 - 20日 | 2010年ヨーロッパフィギュアスケート選手権（タリン） | 16 36.60 | 14 78.99 | 15 115.59 |
| 2009年11月5日 - 6日  | 2009年オンドレイネペラメモリアル（ピエシュチャニ） | 4 38.74  | 3 74.51  | 3 113.25  |
| 2009年9月24日 - 25日 | 2009年ネーベルホルン杯（オーベルストドルフ）       | 16 35.78 | 14 73.20 | 14 108.98 |

| 2008-2009 シーズン    |                                                        |          |          |           |
| 開催日                | 大会名                                                 | SP       | FS       | 結果      |
| 2009年3月24日 - 25日  | 2009年世界フィギュアスケート選手権（ロサンゼルス）     | 20 39.70 | 20 62.17 | 20 101.87 |
| 2009年1月20日 - 25日  | 2009年ヨーロッパフィギュアスケート選手権（ヘルシンキ） | 18 36.78 | 17 71.31 | 17 108.09 |
| 2008年11月15日 - 16日 | 2008年ゴールデンスピン（ザグレブ）                     | 6 33.64  | 7 58.59  | 7 92.23   |
| 2008年10月16日 - 19日 | 2008年ニース杯（ニース）                               | 4 40.59  | 6 62.58  | 6 103.17  |
| 2008年9月25日 - 26日  | 2008年ネーベルホルン杯（オーベルストドルフ）           | 12 34.36 | 11 57.87 | 12 92.23  |

| 2007-2008 シーズン   |                                                      |          |          |          |
| 開催日               | 大会名                                               | SP       | FS       | 結果     |
| 2008年3月17日 - 23日 | 2008年世界フィギュアスケート選手権（ヨーテボリ）     | 19 33.34 | 18 62.31 | 19 95.65 |
| 2008年1月21日 - 27日 | 2008年ヨーロッパフィギュアスケート選手権（ザグレブ） | 15 20.92 | 14 51.15 | 15 72.07 |